# Махмурлук
Махмурлукът е съвкупност от неприятни физиологични ефекти, последващи прекомерна консумация на алкохолни напитки. Най-общите характеристики на това състояние са чувството на силна жажда (обезводняване или дехидратация), чувство на безпричинна умора, гадене и световъртеж. Основната причина за махмурлука е пониженото количество на кръвната захар, дължащо се на прекомерния синтез на молекули NADH (nicotinamide adenine dinucleotide). При консумация на алкохол той бързо се метаболизира като разграждането става на две стъпки (при повече от 20 за глюкозата). Резултатът е високо енергийната молекула NADH. Повишеният синтез на NADH от своя страна забавя синтеза на глюкоза в черния дроб, което води до понижаване на кръвната захар.

## Произход на думата
Един от възможните произходи е от арабската дума „makhmur“ („пиян“) с добавяне на турската наставка „-lik“.

## Симптоми
Махмурлукът, причинен от алкохол, се характеризира с множество симптоми, които могат да включват дехидратация, умора, главоболие, гадене, диария, слабост в мускулите, затруднена концентрация, безпокойство, раздразнителност, чувствителност към светлина и шум, както и нарушен сън.

## Причини
Причините за махмурлука са няколко. Етанолът е диуретик и като такъв има дехидратиращ ефект, на което се дължат главоболието, силната жажда и умората. Дехидратацията кара мозъка да се свие съвсем леко, при което се променя налягането в черепната кутия. Това е и причината за главоболието. То може да бъде смекчено, ако се пият обилни количества вода преди и след консумацията на алкохол. Алкохолът е също така отрова на клетъчно ниво и неговото въздействие върху стомашната тъкан е вероятната причина за гаденето.
Друг фактор са остатъчните продукти при разграждането на етанола чрез две химични реакции, подпомагани от ензими, които се образуват в черния дроб. Етанолът се преобразува в ацеталдехид (чрез ензима алкохолдехидрогеназа), след което се превръща в ацетат (чрез ензима acetaldehyde dehydrogenase). Ацеталдехидът и ацетатът са слабо токсични, допринасяйки за махмурлука.
Двете споменати по-горе реакции също изискват преобразуването на NAD+ в NADH. За да може да обработи прекомерните количества NADH, черният дроб отклонява пирогроздена киселина от останалите процеси, които я използват. Един от тези процеси е синтезът на глюкоза, а когато този процес е нарушен, черният дроб не успява да снабдява своевременно с глюкоза тъканите и най-вече мозъка. Глюкозата е основната енергийна суровина за мозъка, и при недостига ѝ се наблюдават някои от типичните симптоми на махмурлука – умора, слабост, промени в настроението, понижено внимание и концентрация.
Следват няколко неврологични ефекта. Пречистването на мозъка от депресантното влияние на алкохола вероятно е причина за повишената чувствителност към светлина и шум.
Счита се, че наличието на други алкохоли (като метанол) и вторични продукти от алкохолната ферментация влошават симптомите на махмурлука; вероятно на това се дължи факта, че при консумация на дестилиран алкохол (като водка) махмурлукът е значително по-слаб.
Някои хора смятат, че наличието на захари в алкохола (предимно при коктейлите) влошава махмурлука.
Пренасищането на организма с никотин често влошава махмурлука; пушачите са склонни да пушат значително повече под влиянието на алкохол.
Генетиката също играе роля. Някои хора доста рядко (дори никога) не са изпитвали симптомите на махмурлука, без значение на поетото количество алкохол.
Не трябва да се игнорира и психосоматичната природа на махмурлука. Ако човек очаква махмурлук, много е вероятно да изпита такъв.

## Лечение

### Научни изследвания
В рецензия, публикувана в British Medical Journal, екип от изследователи обявява следното заключение: „Няма неопровержими доказателства, които предполагат съществуването на конвенционална или допълнителна интервенция, която ефективно предотвратява или лекува (алкохолния) махмурлук. Най-ефективният метод за избягване симптомите на (алкохолен) махмурлук е да се практикува въздържание или поне сдържаност при консумацията“ 

### Народна медицина
Въпреки не особено обнадеждаващите научни изследвания, цитирани по-горе, обикновената народна медицина е открила широк спектър от методи, помагащи да се преодолеят симптомите на махмурлука. Следва да се има предвид, че доброто лекарство би трябвало да възстанови загубените хранителни вещества като в същото време неутрализира действието на остатъчните токсини; много малко от традиционните лекове вършат и двете неща.
Сред най-употребяваните народни лекове са:
- закуска с шкембе чорба;
- пиене на „зелева чорба с вода, в която е добавена сол, желателно морска“ (или какъвто и да е сок от туршия); основно средство за борба с махмурлука в повечето източноевропейски държави;
- пиене на големи количества вода преди лягане, както и през нощта (по възможност), за да се възстановят течностите;
- консумиране на каквито и да е питателни храни преди лягане, за да могат да „поемат“ алкохола в стомаха;
- пиене на слабо кафе (кофеинът може да влоши обезводняването);
- натурални сокове, които са богати на витамин C;
- зелева салата или доматен сок;
- месни и зеленчукови супи, осигуряващи на тялото изгубените соли, протеини и електролити;
- чай от женшен, за който се предполага, че облекчава алкохолните ефекти;
- приемане на витамин B1 преди лягане;
- Кока-кола – особено подходящи напитки, които едновременно възстановяват течностите, попълват до известна степен липсата на захари, ободряват поради умереното количество кофеин;
- слабо до умерено физическо натоварване;
- приемане на магнезий[2]